# Hannu Ylitalo

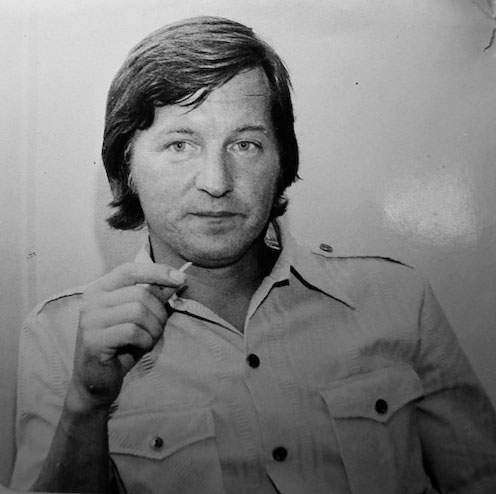
Hannu Ylitalo, på omslagsbaksidan av Svenskarnas land.

Hannu Sakari Ylitalo, född 15 maj 1934 i Suojärvi i Karelen, död 27 september 2007, var en sverigefinsk författare. 
Ylitalo var folkskollärare och under större delen av sitt liv bosatt i Göteborg och Borås men sista tiden på  Orust. Han var medlem av Sveriges Invandrarförfattares Förbund och var dess ordförande 1990-1993 och känd för sitt engagemang i sverigefinsk minoritetspolitik. Ylitalo arbetade också som översättare, mest från svenska till finska. Hans författarskap omfattar i första hand sex romaner. Samtliga publicerades efter att han 1963 bosatt sig i Borås och alla skrevs på finska. De tre sista, den på 1970-talet så uppmärksammade trilogin, finns översatta till svenska av Jens Hildén.

## Biografi
Hannu Ylitalo växte upp i Karelen under andra världskriget. Fadern, skogsmästare till yrket, deltog i kriget och modern såg sig nödgad att skicka fem av de sju barnen till Sverige medan det pågick. De faktorer som präglade denna dramatiska period behandlas delvis i debutromanen Pakotie (1966), vilken troligen hade fått heta ”Flyktvägen” om den översatts. Denna i huvudsak episka bok följdes av Laatikko (1967) - rätt och slätt ”Lådan” - som var en formmässigt friare text, fantasifull och lätt absurdistisk. Den manliga huvudpersonens främlingskap i tillvaron balanseras i någon mån av kärleken till familjen. 
I den skönlitterära reseskildringen Tuhkaa Intiasta (1969) har intrycken från en gruppresa i Indien samlats, en text som kan översättas med ”Aska från Indien”. Det smärtsamma mötet med fattigdom och nöd kom att påverka Hannu Ylitalo för resten av livet.
I Finland hade han utbildat sig till folkskollärare och det var en lärartjänst som lockade honom till Borås. Enligt annonsen handlade det om att undervisa barn med finskt ursprung i särskilda klasser, men några sådana skapades inte.  Att han stannade i Sverige berodde nästan uteslutande på författarskapet, för i Borås hittade han mycket stoff, som skulle inspirera honom till en hel romansvit. Hannu Ylitalo valde att kliva in i rollen som de finska emigranternas diktare, något som inom loppet av några år resulterade i ett mindre epos, uppdelat i tre böcker: Finnjävel (1972), Svenskarnas land (1973) och Hemma bäst (1975). För att ge texten i den inledande boken den autenticitet som krävdes tog han under ett jullov anställning på Volvo i Göteborg. I två veckor arbetade han där som vilken finsk invandrare som helst. Han bodde i barack och höll tempot uppe vid det löpande bandet. Finndjävel fick övervägande god kritik vid utgivningen men responsen blev inte lika positiv bland finska läsare. De tyckte att författaren överdrev, att han svärtade ner och gjorde allt värre än det var. Synen på Sverige mörknar än mer i Hemma bäst (1975), den avslutande delen i trilogin. Den slutsats som dras i boken är att en finsk emigrant gör bäst i att återvända till sitt hemland. Att Hannu Ylitalo hade genomslag därvidlag visas av att president Urho Kekkonen använde hans texter som varnande exempel. I ett nyårstal uppmanade han sina landsmän att läsa trilogin och först därefter reflektera över att åka till Sverige.
Ylitalo är gravsatt på Stala kyrkogård.

### Medverkat i samlingsverk
- 1976 Svart på vitt / utg. av Olle Holmberg, Ebbe Lindell. - Lund : Liberläromedel
- 1978 1900-talsberättare / utgiven av Hugo Rydén ... Stockholm : Natur och Kultur
- 1995 122 ruotsinsuomalaista kynäniekkaa: esittely 122:sta ruotsinsuomalaisesta kynäniekasta ja heidän tuotannostaan